# Яргунькин, Александр Юрьевич
Александр Юрьевич Яргунькин (род. 6 октября 1981 года, Юнга) — российский легкоатлет, специализирующийся в спортивной ходьбе. Двукратный чемпион России (2014, 2015). Мастер спорта России международного класса (2004).

## Биография
Александр Юрьевич Яргунькин родился 6 октября 1981 года в селе Юнга Моргаушского района Чувашии.
Занимается спортивной ходьбой с 1997 года. Окончил Чебоксарское училище олимпийского резерва. Тренировался сначала под руководством Василия Семёновича Сёменова, а затем — Геннадия Степановича Солодова и Евгения Афанасьевича Евсюкова. Обладатель Кубка России 2004 года по спортивной ходьбе на дистанции 20 км.

## Допинг
В феврале 2017 года дисквалифицирован на 4 года (с 26 августа 2015 года по 25 августа 2019 года) за применение допинга — эритропоэтина (класс S2 Запрещенного списка).

## Основные результаты

### Международные
| Год  | Соревнования                    | Место проведения | Дистанция | Место | Результат |
| ---- | ------------------------------- | ---------------- | --------- | ----- | --------- |
| 2003 | Чемпионат Европы среди молодёжи | Быдгощ, Польша   | 20 км     | 5     | 1:25:43   |
| 2007 | Универсиада                     | Бангкок, Таиланд | 20 км     | 7     | 1:27:40   |
| 2009 | Кубок Европы                    | Мец, Франция     | 20 км     | —     | DNF       |
| 2014 | Чемпионат Европы                | Цюрих, Швейцария | 50 км     | 14    | 3:50:39   |
| 2015 | Чемпионат мира                  | Пекин, Китай     | 50 км     | —     | DNS       |

### Национальные
| Год  | Соревнования            | Место проведения | Дистанция | Место | Результат |
| ---- | ----------------------- | ---------------- | --------- | ----- | --------- |
| 2005 | Зимний чемпионат России | Адлер            | 20 км     | 8     | 1:20:27   |
| 2006 | Чемпионат России        | Саранск          | 20 км     | 5     | 1:24:55   |
| 2007 | Зимний чемпионат России | Адлер            | 20 км     | 7     | 1:22:33   |
| 2008 | Зимний чемпионат России | Адлер            | 20 км     | 10    | 1:21:38   |
| 2008 | Чемпионат России        | Саранск          | 20 км     | 2     | 1:20:01   |
| 2009 | Зимний чемпионат России | Адлер            | 20 км     | 4     | 1:19:57   |
| 2010 | Зимний чемпионат России | Адлер            | 20 км     | 6     | 1:23:09   |
| 2010 | Чемпионат России        | Чебоксары        | 50 км     | 3     | 4:03:31   |
| 2011 | Зимний чемпионат России | Сочи             | 35 км     | 7     | 2:33:00   |
| 2011 | Чемпионат России        | Саранск          | 50 км     | 2     | 3:59:22   |
| 2012 | Зимний чемпионат России | Сочи             | 35 км     | 7     | 2:32:40   |
| 2012 | Чемпионат России        | Москва           | 50 км     | 3     | 3:50:53   |
| 2013 | Зимний чемпионат России | Сочи             | 35 км     | 6     | 2:31:26   |
| 2013 | Чемпионат России        | Чебоксары        | 50 км     | 2     | 3:49:47   |
| 2014 | Зимний чемпионат России | Сочи             | 35 км     | 6     | 2:33:57   |
| 2014 | Чемпионат России        | Чебоксары        | 50 км     | 1     | 3:42:26   |
| 2015 | Зимний чемпионат России | Сочи             | 35 км     | 5     | 2:30:25   |
| 2015 | Чемпионат России        | Чебоксары        | 50 км     | 1     | 3:45:41   |